# Asolo
Asolo je italská obec v provincii Treviso v oblasti Benátsko. Je významná především svými hradbami. V roce 2014 zde žilo 9 116 obyvatel.

## Poloha obce
Sousední obce jsou: Altivole, Castelcucco, Fonte, Maser, Monfumo, Paderno del Grappa a Riese Pio X.

## Osobnosti
- Pietro Bembo (1470 - 1547), renesanční básník a prosaik, jeden z tvůrců moderní spisovné italštiny
- Gian Francesco Malipiero (1882 – 1973), hudební skladatel, hudební vědec a editor

## Vývoj počtu obyvatel
Zdroj: